# Dayveon
Dayveon ist ein US-amerikanisches Filmdrama von Amman Abbasi, der am 19. Januar 2017 im Rahmen des Sundance Film Festivals seine Weltpremiere feierte. Die Premiere in Deutschland erfolgte am 10. Februar 2017 im Rahmen des Internationalen Forums des Jungen Films auf der 67. Berlinale.

## Handlung
Es gibt im Leben des 13-jährigen Dayveon oder „Day“, wie ihn seine Freunde nennen, viele Gründe, frustriert zu sein. Sein großer Bruder Trevor wurde im Jahr 2014 bei einem Schusswechsel getötet. Vermutlich geschah dies, als er Geschäfte mit den Mitgliedern einer lokalen Gang machte. In Dayveons Zimmer erinnert ein überdimensionales Airbrush-Porträt an ihn, und eine geladene Pistole ist das einzige, was Trevor zurückgelassen hat. Diesen geheimen Schatz bewahrt Dayveon in einem Schuhkarton auf, in dem er kramt, wenn er allein im Haus ist. Ist er unterwegs, dann fährt er mit seinem Rad durch die verlassenen Straßen seiner wirtschaftlich angeschlagenen Stadt in Arkansas, in der Dayveon gemeinsam mit seiner älteren Schwester Kim und deren Freund Brian lebt, der als Mechaniker arbeitet. Sie sind für ihn die restliche Verwandtschaft, die ihm geblieben ist. Zwar versucht der große aber sanftmütige Brian ein männliches Vorbild für den Jungen zu sein, doch auch die gewalttätigen Mitglieder einer Gang üben ihren Reiz auf Dayveon aus. Weil Dayveon ein kleiner Idiot ist, bewältigt er seine Trauer schließlich, indem er sich der „Blood“-Gang anschließt. Hierzu muss er sich deren Aufnahmeritual unterziehen, das aus Schlägen besteht. Die Gang begeht stümperhafte Raubüberfälle, und Brian muss versuchen, den Jungen wieder auf die richtige Bahn zu lenken.

## Produktion
Regie führte Amman Abbasas, um dessen Spielfilmdebüt es sich handelt. Abbasas stammt aus Little Rock in Arkansas und schrieb neben dem Drehbuch auch die Musik zum Film und textete die dazugehörigen Texte. Als ausführende Produzenten standen ihm David Gordon Green und James Schamus zur Seite. Als Produzenten des Films fungierten neben Abbasi selbst noch Lachion Buckingham und Alexander Uhlmann. Bei seiner Arbeit am Drehbuch, das er gemeinsam mit Steven Reneau schrieb, erhielt Abbasi Input von örtlichen Gang-Mitgliedern und engagierte Laiendarsteller, mit denen er die im Film vorkommenden Hauptfiguren besetzte. Devin Blackmon übernahm die titelgebende Hauptrolle von Dayveon. Lachion Buckingham spielt Mook, Dontrell Bright ist in der Rolle von Brian und Kordell Johnson in der Rolle von Brayden zu sehen. Chasity Moore spielt im Film Dayveons Schwester Kim.
Die Kameraarbeiten übernahm Dustin Lane. Die Dreharbeiten fanden in Arkansas statt, wo sich auch der Handlungsort des Films befindet.
Der Film feierte am 19. Februar 2017 im Rahmen des Sundance Film Festivals seine Weltpremiere, wo er die Sektion NEXT eröffnete. Während der Berlinale wurde der Film im Februar 2017 im Rahmen des Internationalen Forums des Jungen Films vorgestellt.

## Rezeption

### Kritiken
Der Film konnte bislang 71 Prozent der Kritiker bei Rotten Tomatoes überzeugen.
Guy Lodge von Variety vergleicht den Film, unter anderem wegen einer ähnlich komplexen, vielschichtig aufgebauten Geschichte von einer nur vage ausgeformten Identität, mit dem Film Moonlight. Der Film, so Lodge, zeige eine Gemeinschaft, die in Filmen bislang weitgehend unsichtbar gewesen ist, und auch der kompromisslose Einsatz des starken regionalen Akzents der Schauspieler, den Amman Abbasi nutzte, werde eine Weile brauchen, um dem Zuschauer verständlich zu sein. Die Leistungen der Schauspieler, so Lodge, wirkten auf ganzer Linie ungekünstelt, und Devin Blackmon überzeuge als heimlicher Held des Films. Dieses organische, menschliche Element werde durch die im Film aufgebaute Mise en Scène ergänzt, wobei Dustin Lane bei seiner Kameraarbeit mit den Farben spiele, wie beispielsweise in einer Prügelszene, in der er ein blutiges Rot und ein Weiß in einen starken Kontrast zu den natürlichen Farbtönen von Gras und Staub setze.
David Ehrlich von IndieWire sagt, Abbasi hauche mit seinem Debütfilm einer vertrauten Coming-of-Age-Geschichte neues Leben ein, indem er diese mit einem selten gewordenen Gefühl für die Wahrheit erzähle. Wie auch alle anderen Darsteller spielten Kordell Johnson und Devin Blackmon ihre Rollen glaubwürdig, und ihre Leistungen seien gleichermaßen nuanciert und naturalistisch, so Ehrlich.
Daniel Krüger vom Musikexpress sagt: „‚Dayveon‘ ist Indie-Kino pur. Unverbrauchte Darsteller, bescheidene Mittel beim Dreh. Die Geschichte um den Möchtegern-Ganoven ist aber ohne belastend erhobenen Zeigefinger und vor allem glaubhaft erzählt. Da stören auch nicht die Kamera-Spielereien, mit denen Abbasi an manchen Stellen bemüht versucht, ganz großes Kino im Stile von ‚Moonlight‘ aus dem intimen Stück zu machen.“

### Auszeichnungen (Auswahl)
Cleveland International Film Festival 2017
- Nominierung im New Direction Competition (Amman Abbasi)

Deauville Film Festival 2017
- Nominierung für den Grand Prix Le Palmarès (Amman Abbasi)[10][11]

Independent Spirit Awards 2018
- Nominierung für den Kiehl’s Someone To Watch Award (Amman Abbasi)
- Nominierung für den John Cassavetes Award[12]

RiverRun International Film Festival 2017
- Auszeichnung mit dem Jury-Preis (Amman Abbasi)
- Auszeichnung mit dem Visionary Award (Amman Abbasi)
- Nominierung für den Jury-Preis als Bester Spielfilm (Amman Abbasi)